# Moure (Póvoa de Lanhoso)
Moure ist ein Ort und eine ehemalige Gemeinde (Freguesia) im Norden Portugals.
Moure gehört zum Kreis Póvoa de Lanhoso im Distrikt Braga. Die Gemeinde hatte eine Fläche von 1,24 km² und hat 242 Einwohner (Stand 30. Juni 2011).
Am 29. September 2013 wurden die Gemeinden Moure und Águas Santas zur neuen Gemeinde União das Freguesias de Águas Santas e Moure zusammengeschlossen.